# Línea L37 (Montevideo)
La línea L37 fue una línea local de Montevideo que unía la terminal del Cerro con la también terminal de Paso de la Arena. 

## Características
Fue suprimida junto con la línea L63, justificando que el recorrido de ambas era similar al de la línea 137, la cual, tras esta resolución sumaría nuevas frecuencias. 

## Recorridos
Circulaba por los barrios Villa del Cerro, Cerro Norte, La Paloma, Maracaná y Paso de la Arena.
| Ida - (Terminal Cerro) - Egipto - Japón - Rotonda - Avenida Carlos Ramírez - Camino Cibils - Camino Tomkinson - Cosme Agulló - Camino Cibils - Avenida Luis Batlle Berres - (Terminal Paso de la Arena) | Vuelta - (Terminal Paso de la Arena) - Avenida Luis Batlle Berres - Camino Tomkinson - Camino Cibils - Avenida Carlos María Ramírez - Avenida Santín Carlos Rossi - Pedro Castellino - (Terminal Cerro) |